# 木村友憲
木村 友憲（きむら とものり、1992年10月23日 - ）は、ジャパンラグビーリーグワンNECグリーンロケッツ東葛に所属するラグビー選手。

## プロフィール
- 大阪府出身[1]。
- ポジションはスクラムハーフ(SH)。
- 身長 168 cm、体重 78 kg
- ニックネームはキム。
- U17関東代表に選ばれたことがある[2]。

## 略歴
ラグビーを始めたきっかけは友達に誘われたことから。
2011年、流経大柏高校卒業後、流通経済大学に入る。なお流経大柏高校時代、高校日本代表候補に選ばれたことがある。
2013年、流通経済大学ラグビー部の主将に就任した。
2015年、流通経済大学卒業後、NECグリーンロケッツ（現・NECグリーンロケッツ東葛）に加入。同年11月22日に行われたジャパンラグビートップリーグ第2節の神戸製鋼コベルコスティーラーズ戦に途中出場で公式戦初出場を果たす。